# Ceniawa (rejon rożniatowski)
Ceniawa (ukr. Цінева) – wieś na Ukrainie,  w rejonie kałuskim (do lipca 2020 r. w rejonie rożniatowskim) obwodu iwanofrankiwskiego, nad rzeką Dubą.